# アンヘル・ヘスス・メヒアス
アンヘル・ヘスス・メヒアス・ロドリゲス（Ángel Jesús Mejías Rodríguez、1959年3月1日 - ）は、スペイン・テンブレケ出身の元サッカー選手。ポジションはGK。現在はアトレティコ・マドリードのカンテラでGKコーチとして働いている。

## 経歴
CDトレドでキャリアをスタートさせ、1979年にアトレティコ・マドリードと契約し、リザーブチームでプレーを始めた。加入から1年後の1980年、トップチームに帯同するようになり、1981-82シーズンからトップチーム昇格になった。メヒアスはアトレティコ・マドリードで13シーズンを過ごし、多くの期間を第2GKとしてチームに貢献した。それでもリーグ戦には109試合出場している。
アトレティコを退団した後タラベラCFと契約し、１シーズンを過ごした後、CFラージョ・マハダオンダで4シーズンプレーして現役を引退した。
2013年6月、マラガCFのGKコーチに就任した。

## タイトル
アトレティコ・マドリード
- コパ・デル・レイ : 2回 (1984-85, 1990-91)
- スーペルコパ : 1回 (1985)

ラージョ・マハダオンダ
- テルセーラ・ディビシオン : 2回 (1995-96, 1996-97)